# Cradle Orchestra
Cradle Orchestra est un groupe de jazz et hip-hop japonais, qui mêle en direct l'instrumentation orchestrale avec les flow de rappeurs underground. Ils ont notamment collaboré avec le groupe de jazz/hip-hop Hocus Pocus.

## Biographie
Le groupe est formé en 1996. Ce n'est que dix ans plus tard que le groupe décide de publier son premier album studio, Attitude, en 2006.
En 2009, la Cradle Orchestra publie son deuxième album studio, Velvet Ballads, qui fait participer le rappeur Talib Kweli sur le morceau So Fresh et de nombreux autres rappeurs comme Black Thought, CL Smooth et Aloe Blacc. À cette période, le groupe tente de prendre une nouvelle direction dans l'instrumentation live avec deux DJs, un violoniste, flutiste et pianiste.
En 2014, ils s'associent avec Giovanca pour le morceau Wherever to With.

## Discographie
- 2006 : Attitude
- 2009 : Velvet Ballads
- 2009 : Aurora Collection
- 2010 : Soulbirds (feat. Nieve & Jean) (single)
- 2010 : Transcended Elements
- 2014 : Wherever to With (avec Giovanca)